# Panagioti Pavlovitch Aleksiano
Panagioti Pavlovitch Aleksiano, en russe : Панагиотти Павлович Алексиано (?-1788), est un marin d'origine grecque, vice-amiral dans la Marine impériale de Russie.

## Famille
Il est le frère du vice-amiral Anton Pavlovitch Aleksiano.

## Biographie
Au cours de la Guerre russo-turque de 1768-1774, sous le règne de Catherine II de Russie, le comte Alexeï Grigorievitch Orlov envoya Panagioti Pavlovitch Aleksiano sur les rives d'Égypte, au large des côtes de Damiette il détruisit la flotte égyptienne, il captura plusieurs bâtiments de guerre, il fit plusieurs prisonniers, dont huit officiers et Selim Bay. Il empêcha toute commerce entre la Syrie et l’Égypte. il commanda l'aile droite de la flotte de galères placée sous les ordres du prince Karl Heinrich von Nassau-Siegen. Le 8 septembre 1772, Panagioti Pavlovitch Aleksiano fut décoré de l'Ordre de Saint-Georges (4e classe).
Le 26 novembre 1777, au grade lieutenant de marine[Quoi ?], l'Ordre de Saint-Georges (3e classe) lui fut décerné. 
Le 17 juillet 1782, Panagioti Pavlovitch Aleksiano prit part à la destruction de la flotte turque.

## Décès
Panagioti Pavlovitch Aleksiano est mort au cours du siège d'Ochakov.

## Distinctions
- 8 septembre 1772 : Ordre de Saint-Georges (4e classe);
- 26 novembre 1777 : Ordre de Saint-Georges (3e classe).